# Рябищук, Ефим Сергеевич
Ефим Сергеевич Рябищук (родился 16 марта 1999 года в Сосновоборске, Красноярский край) — российский регбист, полузащитник схватки (9 номер), также способный играть на позиции крайнего трехчетвертного (14 номер) команды «Енисей-СТМ».

## Биография
Воспитанник КГАУ СШОР по регби «Енисей-СТМ». Первые тренера Дмитрий Ткачев и Алексей Толстых. В 2018 году дебютировал за взрослую команду. В матче второго тура против «Славы» набрал первые очки, занеся две попытки. После первого круга чемпионата России 2018 года Ефим входил в десятку лучших регбистов по попыткам. По итогам года стал чемпионом и получил индивидуальную награду «Перспектива года». Также номинировался на награду «дебют года» от федерации регби России, но проиграл Даниилу Потиханову. В сезоне 2019 года Ефим снова становится чемпионом страны. В 2020 году обладателем Кубка.

## Карьера в сборной
Являлся постоянным игроком молодёжной сборной. В октябре 2020 вызывался на учебно-тренировочный сбор сборной.

## Достижения
- Чемпион России — 2018, 2019
- Обладатель Кубка России — 2017, 2020

## Статистика
Актуально на 03.02.2021. Еврокубки считаются по календарному году.